# Navarrete
Navarrete är en kommun i Spanien. Den ligger i den autonoma regionen La Rioja i norra delen av landet, 240 km nordost om huvudstaden Madrid. Antalet invånare är 3 038 (2024). Arean är 28,53 kvadratkilometer. Navarrete gränsar till Fuenmayor, Logroño, Lardero, Entrena, Medrano, Hornos de Moncalvillo, Sotés, Huércanos och Cenicero.